# Bahnhof Sanremo (1872)
Der Bahnhof Sanremo (italienisch Stazione di Sanremo) war der erste Bahnhof der Stadt Sanremo in Italien, Region Ligurien, Provinz Imperia. Er wurde nach Abschluss des zweigleisigen Ausbaus der Bahnstrecke Genua–Ventimiglia am 24. September 2001 geschlossen und durch den Tunnelbahnhof Sanremo ersetzt.

## Geschichte
Der 1872 eröffnete Bahnhof lag an der Piazza Cesare Battisti. Das Empfangsgebäude ist erhalten und wird gewerblich genutzt. Nach Entfernung der Gleise entstand ein etwa 20 Kilometer langer Fahrrad- und Fußgängerweg zwischen Ospedaletti im Südwesten und San Lorenzo al Mare im Nordosten.
Von 1913 bis 1942 verkehrte auf dem Bahnhofsplatz die Straßenbahnlinie Ospedaletti–Sanremo–Taggia. Vom 21. April 1942 bis Anfang der 2020er Jahre verkehrte dort der Oberleitungsbus Sanremo (Filovia dei Fiori).
Kurioserweise wurde in den 1980er Jahren auf den neuen Bahnhofsschildern der Bahnhofsname San Remo in zwei Worten geschrieben.

## Anlage

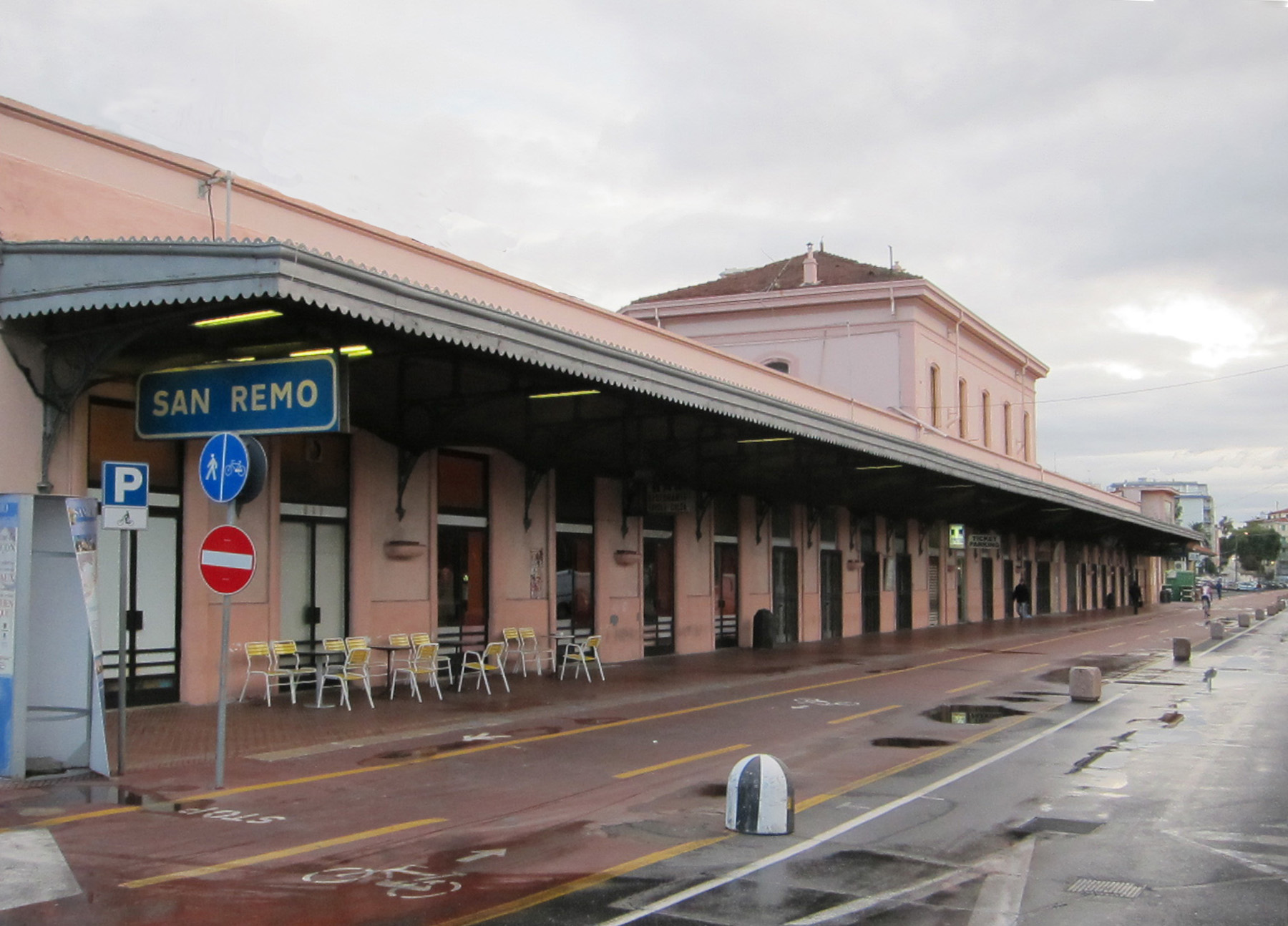
Die Gleisseite im Jahr 2011

Die Station war mit einem Empfangsgebäude, einer Toilettenanlage und drei Bahnsteigen ausgestattet.
Das Empfangsgebäude existiert noch genauso wie die Tabaktrafik, während die Bar und der Kiosk, die seit ihrer Einweihung im Inneren des Gebäudes waren, geschlossen wurden.
Der ehemalige Güterschuppen beherbergt Veranstaltungs- und Ausstellungsräume. Auf dem ehemaligen Gleisfeld befindet sich ein Parkplatz und ein Abschnitt des 2008 eingeweihten Radwegs.